# Festuca calabrica
Festuca calabrica är en gräsart som beskrevs av Huter, Porta, Gregorio Rigo och Eduard Hackel. Festuca calabrica ingår i släktet svinglar, och familjen gräs. Inga underarter finns listade i Catalogue of Life.